# Șarkivșciîna, Mirhorod
Șarkivșciîna (în ucraineană Шарківщина) este un sat în așezarea urbană Romodan din raionul Mirhorod, regiunea Poltava, Ucraina. În secolul al XIX-lea, satul făcea parte din volostul Kîbînți, uezdul Mirhorod.

## Demografie
Componența lingvistică a localității Șarkivșciîna
     Ucraineană (97,76%)
     Rusă (1,92%)
     Alte limbi (0,32%)
Conform recensământului din 2001, majoritatea populației localității Șarkivșciîna era vorbitoare de ucraineană (97,76%), existând în minoritate și vorbitori de rusă (1,92%).